# Rudolf-Harbig-Gedächtnispreis
Der Rudolf-Harbig-Gedächtnispreis wird seit 1950 als Wanderpreis an einen „in Haltung und Leistung besonders verdienten und über viele Jahre erfolgreichen Athleten“ verliehen.
Der Preis wurde auf Anregung des Clubs der Alten Meister, der späteren Vereinigung ehemaliger Leichtathleten (VEL), vom Ehrenpräsidenten des Deutschen Leichtathletik-Verbands (DLV) Karl Ritter von Halt gestiftet und wurde jährlich vom DLV-Präsidenten und dem Vorsitzenden der VEL verliehen. Er erinnert an Rudolf Harbig, den erfolgreichsten deutschen Mittelstreckenläufer der 1930er Jahre, der 1944 im Zweiten Weltkrieg fiel.

## Preisträger

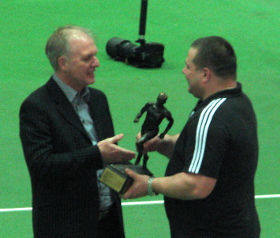
Clemens Prokop übergibt Ralf Bartels den Rudolf-Harbig-Gedächtnispreis (2013)

- 1950: Alfred Dompert
- 1951: Karl Wolf
- 1952: Hermann Eberlein
- 1953: Heinz Ulzheimer
- 1954: Karl Storch
- 1955: Herbert Schade
- 1956: Maria Sander
- 1957: Karl-Friedrich Haas
- 1958: Heinz Fütterer
- 1959: Marianne Werner
- 1960: Manfred Germar
- 1961: Paul Schmidt
- 1962: Karl Hein
- 1963: Helmut Janz
- 1964: Erika Fisch
- 1965: Manfred Kinder
- 1966: Helga Hoffmann
- 1967: Klaus Lehnertz
- 1968: Hinrich John
- 1969: Ingrid Becker
- 1970: Harald Norpoth
- 1971: Hermann Salomon
- 1972: Horst Beyer
- 1973: Heide Rosendahl
- 1974: Bernd Kannenberg
- 1975: Michael Sauer
- 1976: Rita Wilden
- 1977: Annegret Richter
- 1978: Klaus Wolfermann
- 1979: Gerhard Weidner
- 1980: Franz-Peter Hofmeister
- 1981: Guido Kratschmer
- 1982: Karl-Hans Riehm
- 1983: Ulrike Meyfarth
- 1984: Willi Wülbeck
- 1985: Thomas Wessinghage
- 1986: Brigitte Kraus
- 1987: Harald Schmid
- 1988: Dietmar Mögenburg
- 1989: Rolf Danneberg
- 1990: Claudia Losch
- 1991: Hans Grodotzki
- 1992: Heike Henkel
- 1993: Hartwig Gauder
- 1994: Thomas Schönlebe
- 1995: Christian Schenk
- 1996: Dieter Baumann
- 1997: Steffen Brand
- 1998: Florian Schwarthoff
- 1999: Heike Drechsler
- 2000: Heinz Weis
- 2001: Jürgen Schult
- 2002: Sabine Braun
- 2003: Lars Riedel
- 2004: Frank Busemann
- 2005: Astrid Kumbernuss
- 2006: Franka Dietzsch
- 2007: Charles Friedek
- 2008: Steffi Nerius
- 2009: Nadine Kleinert
- 2010: Ingo Schultz
- 2011: Tim Lobinger
- 2012: Ralf Bartels
- 2013: Björn Otto
- 2014: Betty Heidler
- 2015: Christian Reif
- 2016: Verena Sailer
- 2017: Christina Obergföll
- 2018: Linda Stahl
- 2019: Robert Harting
- 2022: Christina Schwanitz
- 2023: Cindy Roleder